# Omar Esparza
Pour les articles homonymes, voir Esparza.
Omar Alejandro Esparza Morales est un footballeur mexicain né le 21 mai 1988 à Guadalajara.